# Черепаха Свайно
Черепаха Свайно (Rafetus swinhoei) — вид черепах з роду Велетенський трионікс родини Трикігтеві черепахи. Отримала назву на честь британського натураліста Роберта Свайно. Інші назви «шанхайський трионікс», «м'якотіла черепаха Янцзи».

## Опис
Загальна довжина карапаксу досягає 109 см, завширшки 160–200 см, з вагою до 200 кг. Спостерігається статевий диморфізм: самиці більші за самців. Голова досить велика й широка. Морда нагадує свиняче рило. Очі підняті високо догори. Карапакс й пластрон дуже широкі й пласкі. На карапаксі присутні дрібні горбики. Кінцівки доволі масивні та потужні. У самців хвіст довший ніж у самиць.
Голова, шия та підборіддя темно—оливкового або оливкового забарвлення з безліччю великих жовтих плям. Карапакс оливково—зелений з численними жовтими плямами і багатьма дрібними жовтими крапочками поміж ними. Пластрон сірий. Верхня частина кінцівок темно—оливкова, але знизу — жовта.

## Спосіб життя
Полюбляє річки, болота, озера. Активна вдень та у сутінках. Харчується рибою, равликами, крабами, комахами, зеленими жабами, насінням водного гіацинту, листям рису.
Самиця вночі або вранці відкладає від 60 до 130 яєць діаметром 20 мм.
Тривалість життя 80—100 років.

## Розповсюдження
Мешкає у Китаї: провінції Юньнань, Аньхой, Цзянсу, Чжецзян, а також у північному В'єтнамі. У живих залишилося тільки 3 особини, дві з них у китайських зоопарках, а одина живе в озері в центрі Ханою. Дотепер вважалося, що на волі їх не залишилося. Втім нещодавно знайшли в одному з озер, у південній частині В'єтнаму, на волі живе черепаху цього виду. Співробітники китайського зоопарку хочуть спарувати черепах, в надії на те, що вони дадуть потомство, яке можна буде розмножувати.

## У легендах
В'єтнамська легенда розповідає, що у XV столітті один селянин Ле Лої повстав проти китайського правління, і за допомогою чарівного меча прогнав китайців з країни, створив свою династію Ле і став керувати країною. В один прекрасний день він катався на човні по озеру, і раптово з води виринула черепаха Свайно, яка забрала його чарівний меч, щоб заховати на дні озера до тих пір, поки народові знову не знадобляться послуги меча.